# Milionia conducta
Milionia conducta là một loài bướm đêm trong họ Geometridae.